# Dél-Korea az 1998. évi téli olimpiai játékokon
Dél-Korea a japán Naganóban megrendezett 1998. évi téli olimpiai játékok egyik részt vevő nemzete volt. Az országot az olimpián 8 sportágban 37 sportoló képviselte, akik összesen 6 érmet szereztek.

## Érmesek
| Érem  | Versenyző                                     | Sportág                    | Versenyszám        |
| ----- | --------------------------------------------- | -------------------------- | ------------------ |
| Arany | Kim Tongszong                                 | Rövidpályás gyorskorcsolya | Férfi 1000 m       |
| Arany | Cson Ikjong                                   | Rövidpályás gyorskorcsolya | Női 1000 m         |
| Arany | An Szangmi Cson Ikjong Kim Junmi Von Hjekjong | Rövidpályás gyorskorcsolya | Női 3000 m váltó   |
| Ezüst | Cshe Csihun Kim Tongszong I Csunhvan I Houng  | Rövidpályás gyorskorcsolya | Férfi 5000 m váltó |
| Bronz | Cson Ikjong                                   | Rövidpályás gyorskorcsolya | Női 500 m          |
| Bronz | Von Hjekjong                                  | Rövidpályás gyorskorcsolya | Női 1000 m         |

## Alpesisí
Férfi
| Versenyző      | Versenyszám      | 1. futam      | 1. futam      | 2. futam | 2. futam | Összesítés | Összesítés |
| Versenyző      | Versenyszám      | Idő           | Hely.         | Idő      | Hely.    | Idő        | Helyezés   |
| -------------- | ---------------- | ------------- | ------------- | -------- | -------- | ---------- | ---------- |
| Ho Szonguk     | Műlesiklás       | 59,94         | 30.           | 58,07    | 22.      | 1:58,01    | 23.        |
| Ho Szonguk     | Óriás-műlesiklás | 1:27,87       | 41.           | 1:24,40  | 33.      | 2:52,27    | 33.        |
| Byun Jong-Moon | Műlesiklás       | nem ért célba | nem ért célba | kiesett  | kiesett  | kiesett    | kiesett    |
| Byun Jong-Moon | Óriás-műlesiklás | nem ért célba | nem ért célba | kiesett  | kiesett  | kiesett    | kiesett    |

## Biatlon
Férfi
| Versenyző   | Versenyszám  | Lövőhiba     | Időeredmény | Helyezés |
| ----------- | ------------ | ------------ | ----------- | -------- |
| Cson Csevon | 10 km sprint | 6 (4+2)      | 35:09,5     | 70.      |
| Cson Csevon | 20 km egyéni | 13 (4+2+3+4) | 1:15:17,8   | 71.      |

## Gyorskorcsolya
Férfi
| Versenyző        | Versenyszám | 1. futam | 1. futam | 2. futam | 2. futam | Eredmény | Helyezés |
| Versenyző        | Versenyszám | Idő      | Hely.    | Idő      | Hely.    | Eredmény | Helyezés |
| ---------------- | ----------- | -------- | -------- | -------- | -------- | -------- | -------- |
| Kim Junman       | 500 m       | 36,13    | 8.       | 36,23    | 9.       | 72,36    | 7.       |
| Kim Junman       | 1000 m      |          |          |          |          | 1:12,50  | 20.      |
| I Kjuhjok        | 500 m       | 36,14    | 9.       | 36,41    | 15.***   | 72,55    | 8.       |
| I Kjuhjok        | 1000 m      |          |          |          |          | 1:12,05  | 13.      |
| Csegal Szongljol | 500 m       | 36,58    | 17.*     | 36,39    | 13.*     | 72,97    | 16.*     |
| Csegal Szongljol | 1000 m      |          |          |          |          | 1:13,09  | 30.      |
| Kim Dzsinszu     | 500 m       | 37,19    | 35.      | 37,13    | 34.      | 74,32    | 34.      |
| Cshon Csuhjon    | 1000 m      |          |          |          |          | 1:12,55  | 21.*     |
| Cshon Csuhjon    | 1500 m      |          |          |          |          | 1:51,65  | 15.      |
| Cshö Csebong     | 1500 m      |          |          |          |          | 1:51,47  | 12.      |
| Cshö Csebong     | 5000 m      |          |          |          |          | 6:54,62  | 29.      |
| Csong Csinuk     | 1500 m      |          |          |          |          | 1:55,02  | 39.      |

Női
| Versenyző      | Versenyszám | 1. futam | 1. futam | 2. futam | 2. futam | Eredmény | Helyezés |
| Versenyző      | Versenyszám | Idő      | Hely.    | Idő      | Hely.    | Eredmény | Helyezés |
| -------------- | ----------- | -------- | -------- | -------- | -------- | -------- | -------- |
| Cshö Szungjong | 500 m       | 40,17    | 24.      | 40,62    | 30.      | 80,79    | 24.*     |
| Cshö Szungjong | 1000 m      |          |          |          |          | 1:21,28  | 24.      |
| Cshon Hidzsu   | 500 m       | 40,67    | 30.      | 40,95    | 31.      | 81,62    | 29.      |
| Cshon Hidzsu   | 1000 m      |          |          |          |          | 1:22,06  | 30.      |
| Kang Mijong    | 500 m       | 40,96    | 31.      | 41,29    | 32.      | 82,25    | 30.      |
| Kang Mijong    | 1000 m      |          |          |          |          | 1:24,18  | 38.      |
| Kim Csuhjon    | 500 m       | 41,36    | 34.      | 41,43    | 34.*     | 82,79    | 33.*     |
| Kim Csuhjon    | 1000 m      |          |          |          |          | 1:23,18  | 35.      |
| Pek Unbi       | 1500 m      |          |          |          |          | 2:05,23  | 25.      |
| Pek Unbi       | 3000 m      |          |          |          |          | 4:24,50  | 23.      |
| I Kjongnam     | 1500 m      |          |          |          |          | 2:05,59  | 26.      |
| I Kjongnam     | 3000 m      |          |          |          |          | 4:21,10  | 20.      |

* - egy másik versenyzővel azonos eredményt ért el

*** - három másik versenyzővel azonos eredményt ért el

## Műkorcsolya
| Versenyző | Versenyszám  | Rövid program     | Rövid program | Rövid program | Kűr               | Kűr   | Kűr         | Összesítés         | Összesítés |
| Versenyző | Versenyszám  | Több. hely. száma | Hely.         | Hely. pont.   | Több. hely. száma | Hely. | Hely. pont. | Helyezési pontszám | Helyezés   |
| --------- | ------------ | ----------------- | ------------- | ------------- | ----------------- | ----- | ----------- | ------------------ | ---------- |
| I Kjuhjon | Férfi egyéni | 5×23+             | 23.           | 11,5          | 9×24+             | 24.   | 24,0        | 35,5               | 24.        |

## Rövidpályás gyorskorcsolya
Férfi
| Versenyző                                    | Versenyszám  | Előfutam | Előfutam | Negyeddöntő | Negyeddöntő | Elődöntő | Elődöntő | B döntő  | B döntő | Döntő    | Döntő   | Helyezés |
| Versenyző                                    | Versenyszám  | Idő      | Hely.    | Idő         | Hely.       | Idő      | Hely.    | Idő      | Hely.   | Idő      | Hely.   | Helyezés |
| -------------------------------------------- | ------------ | -------- | -------- | ----------- | ----------- | -------- | -------- | -------- | ------- | -------- | ------- | -------- |
| Kim Tongszong                                | 500 m        | 43,653   | 2.       | 43,810      | 2.          | 43,096   | 3.       | 43,090   | 4.      |          |         | 8.       |
| Kim Tongszong                                | 1000 m       | 1:33,039 | 2.       | 1:32,423    | 2.          | 1:32,036 | 1.       |          |         | 1:32,375 | 1.      |          |
| I Csunhvan                                   | 500 m        | 43,840   | 1.       | 44,417      | 4.          | kiesett  | kiesett  | kiesett  | kiesett | kiesett  | kiesett | 12.      |
| I Csunhvan                                   | 1000 m       | 1:32,879 | 1.       | 1:38,115    | 3.          | 1:32,634 | 4.       | 1:33,131 | 3.      |          |         | 7.       |
| Cshe Csihun                                  | 500 m        | 43,011   | 2.       | 43,622      | 2.          | 43,864   | 4.       | 42,832   | 1.      |          |         | 5.       |
| Cshe Csihun                                  | 1000 m       | 1:35,240 | 1.       | 1:34,902    | 2.          | kizárták | kizárták | kiesett  | kiesett | kiesett  | kiesett | 10.      |
| Cshe Csihun Kim Tongszong I Csunhvan I Houng | 5000 m váltó |          |          |             |             | 7:07,457 | 1.       |          |         | 7:06,776 | 2.      |          |

Női
| Versenyző                                     | Versenyszám  | Előfutam | Előfutam | Negyeddöntő | Negyeddöntő | Elődöntő | Elődöntő | B döntő  | B döntő | Döntő    | Döntő   | Helyezés |
| Versenyző                                     | Versenyszám  | Idő      | Hely.    | Idő         | Hely.       | Idő      | Hely.    | Idő      | Hely.   | Idő      | Hely.   | Helyezés |
| --------------------------------------------- | ------------ | -------- | -------- | ----------- | ----------- | -------- | -------- | -------- | ------- | -------- | ------- | -------- |
| Cson Ikjong                                   | 500 m        | 48,024   | 1.       | 46,163      | 2.          | 46,168   | 4.       | 46,335   | 1.      |          |         |          |
| Cson Ikjong                                   | 1000 m       | 1:39,107 | 1.       | 1:38,068    | 1.          | 1:34,789 | 2.       |          |         | 1:42,776 | 1.      |          |
| Kim Junmi                                     | 500 m        | 48,184   | 2.       | 46,640      | 2.          | 47,337   | 5.       | kiesett  | kiesett | kiesett  | kiesett | 10.      |
| Kim Junmi                                     | 1000 m       | 1:39,042 | 1.       | 1:32,097    | 2.          | 1:38,420 | 4.       | 1:37,777 | 3.      |          |         | 6.       |
| Cshö Mingjong                                 | 500 m        | 46,126   | 2.       | 46,033      | 1.          | 46,000   | 3.       | 46,504   | 2.      |          |         | 4.       |
| Von Hjekjong                                  | 1000 m       | 1:44,005 | 1.       | 1:36,210    | 1.          | 1:35,606 | 1.       |          |         | 1:43,361 | 3.      |          |
| An Szangmi Cson Ikjong Kim Junmi Von Hjekjong | 3000 m váltó |          |          |             |             | 4:21,510 | 1.       |          |         | 4:16,260 | 1.      |          |

## Sífutás
Férfi
| Versenyző                                             | Versenyszám         | Eredmény      | Helyezés      |
| ----------------------------------------------------- | ------------------- | ------------- | ------------- |
| Park Byung-Chul                                       | 10 km               | 30:42,1       | 53.           |
| Park Byung-Chul                                       | 15 km üldözőverseny | nem ért célba | nem ért célba |
| Park Byung-Chul                                       | 30 km               | 1:47:41,5     | 55.           |
| An Jin-Soo                                            | 10 km               | 31:55,5       | 74.           |
| An Jin-Soo                                            | 15 km üldözőverseny | 51:27,4       | 66.           |
| An Jin-Soo                                            | 30 km               | 1:54:12,2     | 63.           |
| Pak Pjongdzsu                                         | 10 km               | 32:46,1       | 79.           |
| Pak Pjongdzsu                                         | 15 km üldözőverseny | 51:55,8       | 67.           |
| Shin Doo-Sun                                          | 50 km               | 2:33:27,3     | 61.           |
| Park Byung-Chul An Jin-Soo Shin Doo-Sun Pak Pjongdzsu | 4 × 10 km váltó     | 1:55:17,1     | 20.           |

## Síugrás
| Versenyző                                              | Versenyszám | 1. ugrás | 1. ugrás | 2. ugrás | 2. ugrás | Összesítés | Összesítés |
| Versenyző                                              | Versenyszám | Pont     | Hely.    | Pont     | Hely.    | Pont       | Helyezés   |
| ------------------------------------------------------ | ----------- | -------- | -------- | -------- | -------- | ---------- | ---------- |
| Cshö Hungcshol                                         | Normálsánc  | 77,5     | 46.      | kiesett  | kiesett  | kiesett    | kiesett    |
| Cshö Hungcshol                                         | Nagysánc    | 89,1     | 40.      | kiesett  | kiesett  | kiesett    | kiesett    |
| Kim Hjongi                                             | Normálsánc  | 61,5     | 59.      | kiesett  | kiesett  | kiesett    | kiesett    |
| Kim Hjongi                                             | Nagysánc    | 72,9     | 51.      | kiesett  | kiesett  | kiesett    | kiesett    |
| Kim Heung-Soo                                          | Normálsánc  | 59,5     | 61.      | kiesett  | kiesett  | kiesett    | kiesett    |
| Kim Heung-Soo                                          | Nagysánc    | 9,9      | 62.      | kiesett  | kiesett  | kiesett    | kiesett    |
| Cshö Jongdzsik                                         | Normálsánc  | 69,0     | 53.      | kiesett  | kiesett  | kiesett    | kiesett    |
| Cshö Jongdzsik                                         | Nagysánc    | 66,6     | 53.      | kiesett  | kiesett  | kiesett    | kiesett    |
| Cshö Hungcshol Kim Hjongi Kim Heung-Soo Cshö Jongdzsik | Csapat      | 145,0    | 13.      | 228,8    | 13.      | 373,8      | 13.        |

## Szánkó
| Versenyző    | Versenyszám | 1. futam | 1. futam | 2. futam | 2. futam | 3. futam | 3. futam | 4. futam | 4. futam | Összesítés | Összesítés |
| Versenyző    | Versenyszám | Idő      | Hely.    | Idő      | Hely.    | Idő      | Hely.    | Idő      | Hely.    | Idő        | Helyezés   |
| ------------ | ----------- | -------- | -------- | -------- | -------- | -------- | -------- | -------- | -------- | ---------- | ---------- |
| I Kiro       | Férfi egyes | 54,299   | 32.      | 52,875   | 30.      | 53,472   | 30.      | 54,075   | 29.      | 3:34,721   | 29.        |
| Kang Kvangbe | Férfi egyes | 53,492   | 30.      | 53,829   | 32.      | 53,685   | 31.      | 54,952   | 31.      | 3:35,958   | 31.        |
| I Jong       | Férfi egyes | 54,842   | 33.      | 54,838   | 33.      | 54,731   | 32.      | 55,996   | 32.      | 3:40,407   | 32.        |